# 林克斯山
47°17′28.896″N 10°15′48.452″E / 47.29136000°N 10.26345889°E

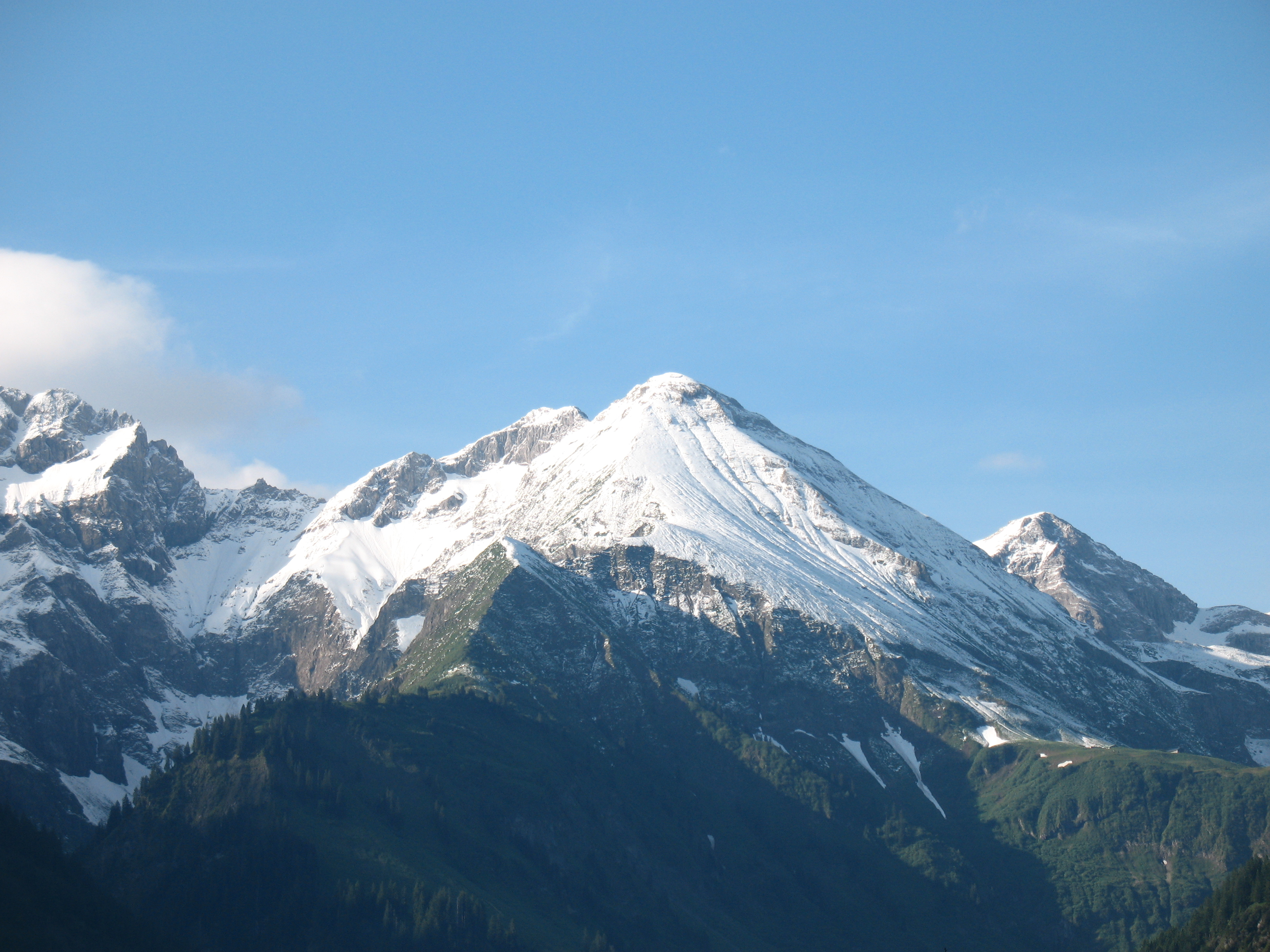

林克斯山（德語：Linkerskopf），是德國的山峰，位於該國東南部，由巴伐利亞負責管轄，屬於阿爾高阿爾卑斯山脈的一部分，距離羅特貢德峰0.3公里，海拔高度2,459米。